# Coppa DOM-TOM
La Coppa DOM-TOM era una competizione calcistica a cui partecipavano i due club campioni della Coppa DOM e della Coppa TOM. La manifestazione si è svolta sino al 2004 quando, a seguito dei cambiamenti amministrativi, è stata sostituita dalla Coppa dei Club Campioni d'oltremare.

## Albo d'oro
| Data       | Luogo          | Campione             | Risultato     | Finalista           |
| ---------- | -------------- | -------------------- | ------------- | ------------------- |
| 02-04-1997 | Parigi         | CS Saint-Denis       | 4-0           | AS Manu-Ura         |
| 25-02-1998 | Marsiglia      | Club Franciscain     | 3-2           | AS Vénus            |
| 02-06-1999 | Lens           | AS Vénus             | 2-2 (4-2 dcr) | SS Saint-Louisienne |
| 02-09-2000 | Parigi         | SS Saint-Louisienne  | 1-0           | AS Vénus            |
| 14-08-2001 | Caen           | US Stade Tamponnaise | 4-1           | AS Vénus            |
| 17-04-2002 | Saint-Denis    | AS Piraé             | 1-0           | Club Franciscain    |
| 30-04-2003 | Saint-Denis    | SS Saint-Louisienne  | 2-1           | AS Vénus            |
| 17-04-2004 | Viry-Châtillon | Club Franciscain     | 3-2           | AS Magenta          |

| Campione TOM |
| Campione DOM |

## Vincitori

### Club
| Squadra              | Vittorie | Secondi posti |
| -------------------- | -------- | ------------- |
| Club Franciscain     | 2        | 1             |
| SS Saint-Louisienne  | 2        | 1             |
| AS Vénus             | 1        | 4             |
| CS Saint-Denis       | 1        | -             |
| US Stade Tamponnaise | 1        | -             |
| AS Piraé             | 1        | -             |
| AS Magenta           | -        | 1             |
| AS Manu-Ura          | -        | 1             |

### Territori
| Territorio      | Vittorie | Secondi posti |
| --------------- | -------- | ------------- |
| Réunion         | 4        | 1             |
| Martinica       | 2        | 1             |
| Tahiti          | 2        | 5             |
| Nuova Caledonia | -        | 1             |